# Alain Afflelou
Alain Afflelou (* 1. Januar 1948 in Mascara (heute Muaskar), Algerien) ist ein französischer Optiker und Geschäftsmann.

## Leben
Alain Afflelou kam gemeinsam mit seinen Eltern sowie seiner Schwester Eliette und seinem Bruder Maurice 1962 nach der Unabhängigkeit Algeriens nach Festlandfrankreich. Nachdem er neun Jahre mit dem früheren Go-Go-Girl Alexandra Lorska zusammengelebt hatte, mit der er einen Sohn hat, war er von 2002 bis 2008 mit Rosalie van Breemen verheiratet.
Alain Afflelou wurde am 3. April 2007 zum Ritter der Ehrenlegion ernannt.

## Marke Afflelou
Nachdem er von der Hochschule für Optometrie in Paris diplomiert wurde, eröffnete er sein erstes Geschäft in Bordeaux 1972 im Alter von 24 Jahren. Afflelou gründete daraufhin eine Optikerkette, die seinen Namen trägt. Als großer Kommunikator gelang es ihm als Emporkömmling seine Marke auf dem französischen Markt zu etablieren, nicht zuletzt aufgrund seiner Öffentlichkeitswirkung – wobei sich die Bekanntheit seiner Marke und seiner selbst wechselseitig begünstigten. Am 6. November 2007 erwarb der Pensionsfonds Bridgepoint Capital über Zwischenhändler der Gesellschaft 3 AB Optique financement 96,08 % der Afflelou SA.

## Engagement im Sport
Afflelou ist vielfältig im Fußball engagiert. So war er von 1991 bis 1996 Präsident von Girondins Bordeaux und zwischen 1997 und 2001 von US Créteil, und seit 2007 ist er Sponsor der Paris Saint-Germain.
Weiter ist er auch Hauptsponsor des Rugby-Union-Vereins Aviron Bayonnais und Sponsor der French Open.